# Szlichtyngowa (ville)
Pour les articles homonymes, voir Szlichtyngowa.
Szlichtyngowa (prononciation : [ʂlixtɨŋˈɡɔva]) est une ville de le powiat de Wschowa dans la voïvodie de Lubusz située dans l'ouest de la Pologne.
Elle est le siège administratif chef-lieu de la gmina urbaine-rurale de Szlichtyngowa. 
Elle s'étend sur 14,31 km2.

## Histoire
Le nom allemand de la ville était Schlichtingsheim.

Elle a été fondée en 1644, à environ un kilomètre et demi derrière la frontière entre la Silésie et la Grande-Pologne par le junker Johann Georg von Schlichting (en polonais: Jan Jerzy Szlichting) qui a obtenu une charte royale du roi Władysław IV Vasa de la république des Deux Nations pour une nouvelle localité près de sa résidence dans le village de Górczyna.

L'origine du nom de la ville vient donc d'après le nom du fondateur: Schlichtingsheim (en polonais: Schlichtinkowo).
  
Le lieu a été occupé par des exilés protestants allemands fuyant la province de Saint-Empire romain germanique de Silésie pendant la guerre de Trente Ans (1618-1648). 
En 1793, il a été annexé par le royaume de Prusse lors du deuxième partage de la Pologne. De 1815 à 1945, Schlichtingsheim fait partie de l'arrondissement de Fraustadt.
Après la Seconde Guerre mondiale, avec les conséquences de la conférence de Potsdam et la mise en œuvre de la ligne Oder-Neisse, la ville est intégrée à la république populaire de Pologne. La population d'origine allemande est expulsée et remplacée par des polonais.
De 1975 à 1998, la ville est attachée administrativement à la voïvodie de Leszno.

Depuis 1999, elle fait partie de la voïvodie de Lubusz.